# Resolutie 1071 Veiligheidsraad Verenigde Naties
Resolutie 1071 van de Veiligheidsraad van de Verenigde Naties werd unaniem door de VN-Veiligheidsraad aangenomen op 30 augustus 1996.

## Achtergrond
Na de hoogdagen onder het decennialange bestuur van William Tubman, die in 1971 overleed, greep Samuel Doe de macht. Zijn dictatoriale regime ontwrichtte de economie en er ontstonden rebellengroepen tegen zijn bewind, waaronder die van de latere president Charles Taylor. In 1989 leidde de situatie tot een burgeroorlog waarin de president vermoord werd. De oorlog bleef nog doorgaan tot 1996.

## Inhoud

### Waarnemingen
De status van de Liberiaanse hoofdstad Monrovia als veilige zone was in herstel. Uiteindelijk waren de Liberianen en hun leiders zelf verantwoordelijk voor vrede en verzoening.

### Handelingen
De Veiligheidsraad verlengde het mandaat van de UNOMIL-waarnemingsmacht tot 30 november. De ECOWAS had het Akkoord van Abuja verlengd tot 15 juni 1997. In dat akkoord waren het tijdsschema, toezichtsmechanismen en maatregelen in geval het akkoord niet werd nageleefd vastgelegd. De Raad veroordeelde ook alle aanvallen op ECOMOG (de ECOWAS-vredesmacht), UNOMIL en hulporganisaties. Ook veroordeelde ze de inzet van kindsoldaten, zoals sommige fracties in Liberia deden. Het belang van de mensenrechten werd benadrukt. Ook moesten alle landen het wapenembargo tegen Liberia strikt naleven.

## Verwante resoluties
- Resolutie 1041 Veiligheidsraad Verenigde Naties
- Resolutie 1059 Veiligheidsraad Verenigde Naties
- Resolutie 1083 Veiligheidsraad Verenigde Naties
- Resolutie 1100 Veiligheidsraad Verenigde Naties (1997)

Lijst ·  1036 ·  1037 ·  1038 ·  1039 ·  1040 ·  1041 ·  1042 ·  1043 ·  1044 ·  1045 ·  1046 ·  1047 ·  1048 ·  1049 ·  1050 ·  1051 ·  1052 ·  1053 ·  1054 ·  1055 ·  1056 ·  1057 ·  1058 ·  1059 ·  1060 ·  1061 ·  1062 ·  1063 ·  1064 ·  1065 ·  1066 ·  1067 ·  1068 ·  1069 ·  1070 ·  1071 ·  1072 ·  1073 ·  1074 ·  1075 ·  1076 ·  1077 ·  1078 ·  1079 ·  1080 ·  1081 ·  1082 ·  1083 ·  1084 ·  1085 ·  1086 ·  1087 ·  1088 ·  1089 ·  1090 ·  1091 ·  1092